# Трёхложинское сельское поселение
Трёхложинское се́льское поселе́ние — муниципальное образование (сельское поселение) в составе Алексеевского района Волгоградской области.
Административный центр — хутор Трёхложинский.
Глава Трёхложинского сельского поселения - Смирнов Вадим Юрьевич

## География
Поселение расположено на юге Алексеевского района.
Граничит:
- на севере — с Реченским сельским поселением
- на северо-востоке — с Усть-Бузулукским сельским поселением
- на востоке — с Аржановским сельским поселением
- на юге — с Кумылженским районом
- на западе — с Рябовским сельским поселением

## Население
| 2010 | 2012  | 2013 | 2014 | 2015 | 2016 | 2017 |
| ---- | ----- | ---- | ---- | ---- | ---- | ---- |
| 533  | ↗2778 | ↘514 | ↘502 | ↘495 | ↗496 | ↗507 |
| 2018 | 2019  | 2020 | 2021 |      |      |      |
| ↘494 | ↗498  | ↘485 | ↘479 |      |      |      |

## Административное деление
Код ОКАТО — 18 202 852 000
Код ОКТМО — 18 602 452
На территории поселения находятся 4 хутора.
| Название      | ОКАТО          | Тип населённого пункта        | Население, чел. |
| ------------- | -------------- | ----------------------------- | --------------- |
| Трёхложинский | 18 202 852 001 | хутор, административный центр | 337             |
| Арепьев       | 18 202 852 002 | хутор                         | 56              |
| Митькин       | 18 202 852 003 | хутор                         | 2               |
| Скулябинский  | 18 202 852 004 | хутор                         | 138             |

## Власть
В соответствии с Законом Волгоградской области от 18 ноября 2005 года № 1120-ОД «Об установлении наименований органов местного самоуправления в Волгоградской области», в Трёхложинском сельском поселении установлена следующая система и наименования органов местного самоуправления:
- Дума Трёхложинского сельского поселения (11 октября 2009 года избран второй созыв)
численность (первого созыва) — 7 депутатов[14]
избирательная система — мажоритарная, один многомандатный избирательный округ.
- глава Трёхложинского сельского поселения — Смирнов Вадим Юрьевич
- администрация Трёхложинского сельского поселения